# UFC 71
UFC 71: Liddell vs. Jackson fue un evento de artes marciales mixtas celebrado por Ultimate Fighting Championship el 26 de mayo de 2007 en el MGM Grand Garden Arena, en Las Vegas, Nevada, Estados Unidos.

## Historia
El evento principal fue la revancha entre el campeón de peso semipesado de UFC Chuck Liddell y Quinton "Rampage" Jackson.
UFC anunció durante la emisión de la tarjeta que el ganador de la pelea de Jackson vs. Liddell se enfrentaría al doble campeón de PRIDE en 93 kg y 83 kg Dan Henderson.
Alan Belcher reemplazo a Eric Schafer en su pelea contra Sean Salmón debido a una lesión.

## Resultados

### Tarjeta preliminar
- Peso semipesado: Wilson Gouveia vs. Carmelo Marrero

Gouveia derrotó a Marrero vía sumisión (guillotine choke) en el 3:06 de la 1ª ronda.
- Peso ligero: Din Thomas vs. Jeremy Stephens

Thomas derrotó a Stephens vía sumisión (armbar) en el 2:44 de la 2ª ronda.
- Peso semipesado: Alan Belcher vs. Sean Salmon

Belcher derrotó a Salmon vía sumisión (guillotine choke) en el 0:53 de la 1ª ronda.
- Peso semipesado: Thiago Silva vs. James Irvin

Silva derrotó a Irvin vía TKO (lesión en la rodilla) en el 1:06 de la 1ª ronda.

### Tarjeta principal
- Peso medio: Chris Leben vs. Kalib Starnes

Starnes derrotó a Leben vía decisión unánime (29–28, 30–27, 29–28).
- Peso medio: Ivan Salaverry vs. Terry Martin

Martin derrotó a Salaverry vía TKO (slam y golpes) en el 2:04 de la 1ª ronda.
- Peso wélter: Karo Parisyan vs. Josh Burkman

Parisyan derrotó a Burkman vía decisión unánime (30–27, 30–27, 29–28).
- Peso semipesado: Keith Jardine vs. Houston Alexander

Alexander derrotó a Jardine vía KO (golpes y rodillazos) en el 0:48 de la 1ª ronda.
- Campeonato de Peso Semipesado: Chuck Liddell (c) vs. Quinton Jackson

Jackson derrotó a Liddell vía TKO (golpes) en el 1:53 de la 1ª ronda para convertirse en el nuevo campeón de peso semipesado de UFC.

## Premios extra
Cada peleador recibió un bono de $40,000.
- Pelea de la Noche: Chris Leben vs. Kalib Starnes
- KO de la Noche: Quinton Jackson
- Sumisión de la Noche:  Din Thomas